# Sant'Antonino, Haute-Corse
Sant'Antonino är en kommun i departementet Haute-Corse på ön Korsika i Frankrike. Kommunen ligger i kantonen L'Île-Rousse som tillhör arrondissementet Calvi. År 2022 hade Sant'Antonino 132 invånare.

## Befolkningsutveckling
Antalet invånare i kommunen Sant'Antonino
Referens:INSEE